# Brotherhood of Man
Brotherhood of Man is een Britse popgroep die vooral succesvol was in de jaren 70.
In 1976 wonnen ze voor het Verenigd Koninkrijk het Eurovisiesongfestival met Save your kisses for me. Dat liedje werd in 2005 verkozen tot een van de beste songfestivalliedjes en eindigde bij de verkiezing bij de laatste vijf tijdens de verjaardagsshow Congratulations. De groep kondigde op 24 december 2022 aan te stoppen met toeren.
Eind september 2024 overleed zanger Martin Lee op 77-jarige leeftijd.

## Leden

### Brotherhood of Man I (1969–1972)
- John Goodison (1969–1971)
- Tony Burrows (1969–1970)
- Roger Greenaway (1969–1971)
- Sue Glover (1969–1972)
- Sunny Leslie (1969–1972)
- Hal Atkinson (1971–1972)
- Russell Stone (1971–1972)

### Brotherhood of Man II (1972–heden)
- Martin Lee (1972–2024)
- Lee Sheriden (1972–1981, 1986–heden)
- Nicky Stevens (1972–heden)
- Sandra Stevens (1973–heden)
- Barry Upton (1982–1984)

## Discografie

### Studioalbums
- 1970: United We Stand
- 1972: We're the Brotherhood of Man
- 1974: Good Things Happening
- 1976: Love and Kisses from Brotherhood of Man
- 1977: Oh Boy! / Midnight Express
- 1977: Images
- 1978: B for Brotherhood
- 1979: Higher Than High
- 1979: Singing a Song
- 1980: Good Fortune
- 1980: Sing 20 Number One Hits
- 1981: 20 Disco Greats / 20 Love Songs
- 1983: Lightning Flash
- 1992: The Butterfly Children
- 1997: Greenhouse
- 2002: The Seventies Story

### Compilatiealbums
- 1973: The World of the Brotherhood of Man
- 1978: Twenty Greatest
- 2019: Gold

## Singles
| Jaar | Titel                           | Hoogste posities in de hitlijsten | Hoogste posities in de hitlijsten | Hoogste posities in de hitlijsten | Hoogste posities in de hitlijsten | Hoogste posities in de hitlijsten | Hoogste posities in de hitlijsten | Hoogste posities in de hitlijsten | Hoogste posities in de hitlijsten | Hoogste posities in de hitlijsten | Hoogste posities in de hitlijsten | Certificaties             | Album                                   |
| Jaar | Titel                           | VK                                | AUS                               | BEL                               | CAN                               | GER                               | IRE                               | NED                               | NZ                                | NOR                               | VS                                | Certificaties             | Album                                   |
| --- | ------------------------------- | --------------------------------- | --------------------------------- | --------------------------------- | --------------------------------- | --------------------------------- | --------------------------------- | --------------------------------- | --------------------------------- | --------------------------------- | --------------------------------- | ------------------------- | --------------------------------------- |
| 1969 | Love One Another                | —                                 | —                                 | —                                 | —                                 | —                                 | —                                 | —                                 | —                                 | —                                 | —                                 |                           | United We Stand                         |
| 1970 | United We Stand                 | 10                                | 8                                 | —                                 | 9                                 | —                                 | 16                                | —                                 | —                                 | —                                 | 13                                |                           | United We Stand                         |
| 1970 | Where are You Going to My Love  | 22                                | —                                 | —                                 | 40                                | —                                 | —                                 | —                                 | —                                 | —                                 | 61                                |                           | United We Stand                         |
| 1970 | This Boy                        | —                                 | —                                 | —                                 | —                                 | —                                 | —                                 | —                                 | —                                 | —                                 | —                                 |                           | Non-album single                        |
| 1971 | Reach Out Your Hand             | —                                 | —                                 | —                                 | 83                                | —                                 | —                                 | —                                 | —                                 | —                                 | 77                                |                           | We're the Brotherhood of Man            |
| 1971 | You and I                       | —                                 | —                                 | —                                 | —                                 | —                                 | —                                 | —                                 | —                                 | —                                 | —                                 |                           | We're the Brotherhood of Man            |
| 1971 | California Sunday Morning       | 54                                | —                                 | —                                 | —                                 | —                                 | —                                 | —                                 | —                                 | —                                 | —                                 |                           | The World of the Brotherhood of Man     |
| 1972 | Follow Me/Say a Prayer          | —                                 | —                                 | —                                 | —                                 | —                                 | —                                 | —                                 | —                                 | —                                 | —                                 |                           | The World of the Brotherhood of Man     |
| 1973 | Happy Ever After                | —                                 | —                                 | —                                 | —                                 | —                                 | —                                 | —                                 | —                                 | —                                 | —                                 |                           | Non-album singles                       |
| 1973 | Our World of Love               | —                                 | —                                 | —                                 | —                                 | —                                 | —                                 | —                                 | —                                 | —                                 | —                                 |                           | Non-album singles                       |
| 1974 | When Love Catches Up on You     | —                                 | —                                 | —                                 | —                                 | —                                 | —                                 | —                                 | —                                 | —                                 | —                                 |                           | Good Things Happening                   |
| 1974 | Lady                            | —                                 | —                                 | 18                                | —                                 | —                                 | —                                 | 14                                | —                                 | —                                 | —                                 |                           | Good Things Happening                   |
| 1974 | Lady Lady Lay                   | —                                 | —                                 | —                                 | —                                 | —                                 | —                                 | —                                 | —                                 | —                                 | —                                 |                           | Good Things Happening                   |
| 1975 | Spring of 1912                  | —                                 | —                                 | —                                 | —                                 | —                                 | —                                 | —                                 | —                                 | —                                 | —                                 |                           | Good Things Happening                   |
| 1975 | Kiss Me Kiss Your Baby          | —                                 | 92                                | 1                                 | —                                 | 26                                | —                                 | 2                                 | 26                                | —                                 | —                                 | - FRA: Goud               | Love and Kisses from Brotherhood of Man |
| 1976 | Save Your Kisses for Me         | 1                                 | 5                                 | 1                                 | 61                                | 2                                 | 1                                 | 1                                 | 9                                 | 1                                 | 27                                | - VK: Platina - FRA: Goud | Love and Kisses from Brotherhood of Man |
| 1976 | My Sweet Rosalie                | 30                                | —                                 | 2                                 | —                                 | 31                                | —                                 | 5                                 | —                                 | —                                 | —                                 |                           | Oh Boy! / Midnight Express              |
| 1977 | Oh Boy                          | 8                                 | —                                 | 8                                 | —                                 | —                                 | 6                                 | 5                                 | —                                 | —                                 | —                                 |                           | Oh Boy! / Midnight Express              |
| 1977 | Angelo                          | 1                                 | 23                                | 3                                 | —                                 | 14                                | 1                                 | 5                                 | 27                                | —                                 | —                                 | - VK: Goud                | Images                                  |
| 1977 | Highwayman                      | 60                                | —                                 | 22                                | —                                 | —                                 | —                                 | 15                                | —                                 | —                                 | —                                 |                           | Images                                  |
| 1978 | Figaro                          | 1                                 | —                                 | 19                                | —                                 | —                                 | 1                                 | 30                                | —                                 | 12                                | —                                 | - VK: Goud                | B for Brotherhood                       |
| 1978 | Beautiful Lover                 | 15                                | 90                                | 30                                | —                                 | —                                 | 7                                 | 50                                | —                                 | —                                 | —                                 |                           | B for Brotherhood                       |
| 1978 | Middle of the Night             | 41                                | —                                 | —                                 | —                                 | —                                 | —                                 | —                                 | —                                 | —                                 | —                                 |                           | Higher Than High                        |
| 1979 | Goodbye Goodbye                 | —                                 | —                                 | —                                 | —                                 | —                                 | —                                 | —                                 | —                                 | —                                 | —                                 |                           | Higher Than High                        |
| 1979 | Papa Louis                      | —                                 | —                                 | —                                 | —                                 | —                                 | —                                 | —                                 | —                                 | —                                 | —                                 |                           | Higher Than High                        |
| 1979 | Taxi                            | —                                 | —                                 | —                                 | —                                 | —                                 | —                                 | —                                 | —                                 | —                                 | —                                 |                           | Higher Than High                        |
| 1980 | Honey Don't Throw Our Love Away | —                                 | —                                 | —                                 | —                                 | —                                 | —                                 | —                                 | —                                 | —                                 |                                   | Good Fortune              |                                         |
| 1980 | Will You Love Me Tomorrow       | —                                 | —                                 | —                                 | —                                 | —                                 | —                                 | —                                 | —                                 | —                                 | —                                 | Good Fortune              |                                         |
| 1982 | Lightning Flash                 | 67                                | —                                 | —                                 | —                                 | —                                 | —                                 | —                                 | —                                 | —                                 | —                                 |                           | Lightning Flash                         |
| 1982 | Cry Baby Cry                    | —                                 | —                                 | —                                 | —                                 | —                                 | —                                 | —                                 | —                                 | —                                 | —                                 |                           | Lightning Flash                         |
| 1983 | When the Kissing Stops          | —                                 | —                                 | —                                 | —                                 | —                                 | —                                 | —                                 | —                                 | —                                 | —                                 |                           | Lightning Flash                         |
| "—" geeft items aan die niet in de hitlijsten zijn opgenomen of niet zijn uitgebracht in dat muziekgebied. |                                 |                                   |                                   |                                   |                                   |                                   |                                   |                                   |                                   |                                   |                                   |                           |                                         |

## Hitnoteringen

### Singles
| Single met eventuele hitnotering(en) in de Nederlandse Top 40 | Datum van verschijnen | Datum van binnenkomst | Hoogste positie | Aantal weken | Opmerkingen            |
| ------------------------------------------------------------- | --------------------- | --------------------- | --------------- | ------------ | ---------------------- |
| United we stand                                               | 1970                  | 21-02-1970            | tip             |              |                        |
| Lady                                                          | 1974                  | 17-08-1974            | 22              | 9            | Alarmschijf            |
| Kiss me, kiss your baby                                       | 1975                  | 06-09-1975            | 2               | 11           |                        |
| Save your kisses for me                                       | 1976                  | 03-04-1976            | 1               | 10           | #1 in UK               |
| My sweet Rosalie                                              | 1976                  | 26-06-1976            | 5               | 9            |                        |
| Oh boy (The mood I'm in)                                      | 1977                  | 16-04-1977            | 7               | 10           |                        |
| Angelo                                                        | 1977                  | 30-07-1977            | 4               | 9            | #1 in UK / Alarmschijf |
| Highwayman                                                    | 1977                  | 22-10-1977            | 15              | 7            |                        |
| Figaro                                                        | 1978                  | 04-03-1978            | 28              | 5            | #1 in UK               |
| Beautiful lover                                               | 1978                  | 10-06-1978            | tip             |              |                        |
| Papa Louis                                                    | 1979                  | 02-06-1979            | tip             |              |                        |

### NPO Radio 2 Top 2000
Van Brotherhood of Man stond alleen Save Your Kisses for Me in 2001 in de NPO Radio 2 Top 2000, op plek 1415.
1957: Patricia Bredin · 
1959: Pearl Carr & Teddy Johnson · 
1960: Bryan Johnson · 
1961: The Allisons · 
1962: Ronnie Carroll · 
1963: Ronnie Carroll · 
1964: Matt Monro · 
1965: Kathy Kirby · 
1966: Kenneth McKellar · 
1967: Sandie Shaw · 
1968: Cliff Richard · 
1969: Lulu · 
1970: Mary Hopkin · 
1971: Clodagh Rodgers · 
1972: The New Seekers · 
1973: Cliff Richard · 
1974: Olivia Newton-John · 
1975: The Shadows · 
1976: Brotherhood of Man · 
1977: Lynsey de Paul & Mike Moran · 
1978: Co-Co · 
1979: Black Lace · 
1980: Prima Donna · 
1981: Bucks Fizz · 
1982: Bardo · 
1983: Sweet Dreams · 
1984: Belle & The Devotions · 
1985: Vikki Watson · 
1986: Ryder · 
1987: Rikki · 
1988: Scott Fitzgerald · 
1989: Live Report · 
1990: Emma · 
1991: Samantha Janus · 
1992: Michael Ball · 
1993: Sonia · 
1994: Frances Ruffelle · 
1995: Love City Groove · 
1996: Gina G · 
1997: Katrina & the Waves · 
1998: Imaani · 
1999: Precious · 
2000: Nicki French · 
2001: Lindsay Dracass · 
2002: Jessica Garlick · 
2003: Jemini · 
2004: James Fox · 
2005: Javine Hylton · 
2006: Daz Sampson · 
2007: Scooch · 
2008: Andy Abraham · 
2009: Jade Ewen · 
2010: Josh Dubovie · 
2011: Blue · 
2012: Engelbert Humperdinck · 
2013: Bonnie Tyler · 
2014: Molly · 
2015: Electro Velvet · 
2016: Joe & Jake · 
2017: Lucie Jones · 
2018: SuRie · 
2019: Michael Rice · 
2021: James Newman ·
2022: Sam Ryder ·
2023: Mae Muller ·
2024: Olly Alexander ·
2025: Remember Monday
1956: Lys Assia · 
1957: Corry Brokken · 
1958: André Claveau · 
1959: Teddy Scholten · 
1960: Jacqueline Boyer · 
1961: Jean-Claude Pascal · 
1962: Isabelle Aubret · 
1963: Grethe & Jørgen Ingmann · 
1964: Gigliola Cinquetti · 
1965: France Gall · 
1966: Udo Jürgens · 
1967: Sandie Shaw · 
1968: Massiel · 
1969: Frida Boccara, Lenny Kuhr, Salomé, Lulu · 
1970: Dana · 
1971: Séverine · 
1972: Vicky Leandros · 
1973: Anne-Marie David · 
1974: ABBA · 
1975: Teach-In · 
1976: Brotherhood of Man · 
1977: Marie Myriam · 
1978: Izhar Cohen & The Alphabeta · 
1979: Gali Atari & Milk & Honey · 
1980: Johnny Logan · 
1981: Bucks Fizz · 
1982: Nicole · 
1983: Corinne Hermès · 
1984: Herreys · 
1985: Bobbysocks · 
1986: Sandra Kim · 
1987: Johnny Logan · 
1988: Céline Dion · 
1989: Riva · 
1990: Toto Cutugno · 
1991: Carola Häggkvist · 
1992: Linda Martin · 
1993: Niamh Kavanagh · 
1994: Paul Harrington & Charlie McGettigan · 
1995: Secret Garden · 
1996: Eimear Quinn · 
1997: Katrina & the Waves · 
1998: Dana International · 
1999: Charlotte Nilsson · 
2000: Olsen Brothers · 
2001: Tanel Padar, Dave Benton & 2XL · 
2002: Marie N · 
2003: Sertab Erener · 
2004: Ruslana · 
2005: Elena Paparizou · 
2006: Lordi · 
2007: Marija Šerifović · 
2008: Dima Bilan · 
2009: Alexander Rybak · 
2010: Lena Meyer-Landrut · 
2011: Ell & Nikki · 
2012: Loreen · 
2013: Emmelie de Forest · 
2014: Conchita Wurst · 
2015: Måns Zelmerlöw · 
2016: Jamala · 
2017: Salvador Sobral · 
2018: Netta Barzilai ·
2019: Duncan Laurence ·
2021: Måneskin ·
2022: Kalush Orchestra ·
2023: Loreen ·
2024: Nemo